# 福维尔
福维尔（法語：Fauville，法語發音：[fovil]）是法国厄尔省的一个市镇，位于该省中部，省会埃夫勒市区以东，属于埃夫勒区。

## 地理
福维尔（49°1'55"N, 1°11'47"E）面积3.32 平方千米，位于法国诺曼底大区厄尔省，该省份为法国北部内陆省份，北起滨海塞纳省，西接奧恩省和卡爾瓦多斯省，南至厄尔-卢瓦省，东临瓦兹省、瓦兹河谷省和伊夫林省。
与福维尔接壤的市镇（或旧市镇、城区）包括：埃夫勒、于埃。

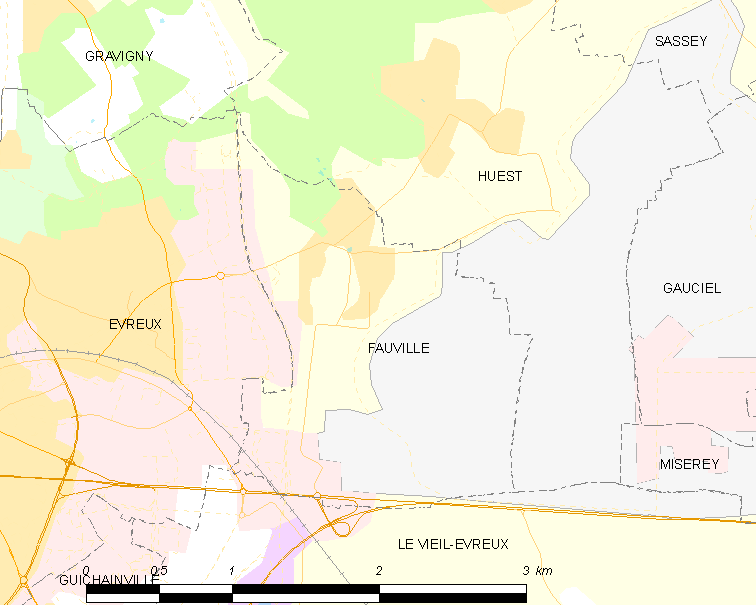
福维尔的OSM定位图

福维尔的时区为UTC+01:00、UTC+02:00（夏令时）。

## 行政
福维尔的邮政编码为27930，INSEE市镇编码为27234。

## 政治
福维尔所属的省级选区为埃夫勒第三县。

## 人口

1962-2008年间福维尔人口变化图示

福维尔于2022年1月1日时的人口数量为317人。